# Gymnastique aux Jeux olympiques d'été de 1896 - Saut de cheval
Pour un article plus général, voir Gymnastique aux Jeux olympiques de 1896.
Navigation
Saint Louis 1904
Cette page donne les résultats de la finale du concours du saut de cheval de Gymnastique aux Jeux olympiques de 1896 d'Athènes.

## Résultats
| Place | Athlete             | Pays      |
| ----- | ------------------- | --------- |
| 1     | Carl Schuhmann      | Allemagne |
| 2     | Louis Zutter        | Suisse    |
| 3     | Hermann Weingärtner | Allemagne |
| -     | Konrad Böcker       | Allemagne |
| -     | Charles Champaud    | Bulgarie  |
| -     | Alfred Flatow       | Allemagne |
| -     | Gustav Flatow       | Allemagne |
| -     | Georg Hillmar       | Allemagne |
| -     | Gyula Kakas         | Hongrie   |
| -     | Fritz Manteuffel    | Allemagne |
| -     | Karl Neukirch       | Allemagne |
| -     | Richard Röstel      | Allemagne |
| -     | Gustav Schuft       | Allemagne |
| -     | Henrik Sjöberg      | Suède     |
| -     | Desiderius Wein     | Hongrie   |